# 騎脖子

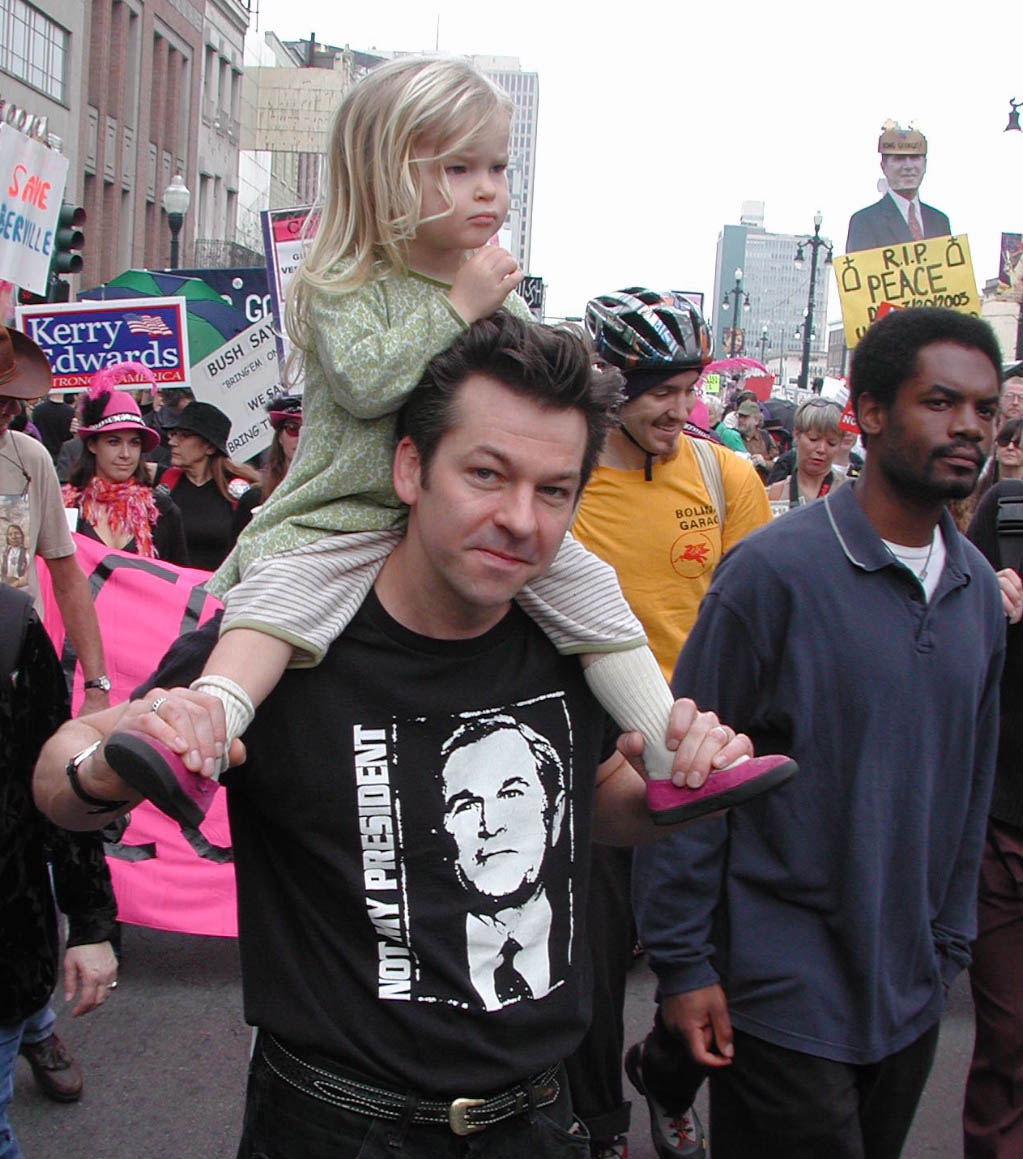
孩子騎上成人

騎脖子（粵語又稱騎膊馬）指一個人騎另一個人的肩的動作。又是雜技經常見的動作，更會有雜技會有幾個人騎脖子，常見多數為孩子騎上成人，於一些多人的場合可以令孩子看得較清楚。但騎脖子令兩人重心高，十分考驗平衡力，孩子騎上成人都有一定的危險。